# Бугаївка (Ізюмський район)
Буга́ївка — село в Україні, у Куньєвській сільській громаді Ізюмського району Харківської області. Населення становить 1245 осіб.

## Географія
Село Бугаївка розміщене майже на межі лісостепу і степу, на хвилястій рівнині, де переходить Придніпровська низовина в Оксько-Донську, у широкій долині Мокрого Ізюмця, нижче за течією на відстані 3 км розташоване село Боголюбівка. Річка в цьому місці пересихає, на ній кілька загат.
Відстань до Харкова 120 км, до найближчої залізничної станції Закомельська — 18 км, до Ізюма — 50 км.

## Історія

### Заснування села
Початково це село називалося, як "Ізюмець". В «Історико-статистичному описі Харківської єпархії» Філарета є таке свідчення: В ревизской сказке 1732 года  сказано, что «Кунье – Михаила Константиновича Захаржевского, поселено тому сорок лет (следовательно в 1692 году) на пожалованной Полковнику Захаржевскому земле», а Изюмец или «Изюмовка» - того же Захаржевского – «поселена четыре года тому назад»». Отже, датою заснування є 1728 рік.

### Перші поселенці села
В давнину через територію села проходив один із головних шляхів татарських набігів на українські та російські землі — Муравський шлях, який розділявся на два — Ізюмський та Кальміуський шляхи. Серед населення села Бугаївка і досі існує легенда щодо назви села: нібито багатий козак Бугай (Бугайов) був одним із перших поселенців цього населеного пункту. Назва не змінювалася, хоча в «Географічному словнику Російської імперії» (1863 рік видання) зазначена подвійна назва села — Бугаївка-Ізюмець. В архівних документах зазначено, що в 1800 році в Бугаївці було 211 дворів і 1893 жителі. Поселенці були переважно з Правобережної України, які тікали від польського гноблення, так звані «черкаси». Козаки з'їжджалися цілими сім'ями. Царський уряд заохочував такі переселення і звільняв від сплати податків та від панщини на 10 років. Для цього у поселенні закопувався дубовий стовп, у якому просвердлювали 10 отворів. Щороку один отвір забивався кілком, що означало зменшення волі на один рік.
Першою заселялася територія сучасного центру села — Слобода. Потім східна частина долини — Москалівка. На східній частині села оселялися росіяни, які вели сторожову службу за кілометр північніше Бугаївки. На бугрі було споруджене земляне укріплення, вирито глибокий колодязь. Дозорці спостерігали і при виявлені небезпеки подавали димовий сигнал, а самі готувалися до сутички з ворогом. Залишки таких укріплень збереглися й до наших днів. У самій слободі, навколо садиби поміщика Дмитра Андрійовича Донця-Захаржевського, було споруджено земельний рів і обладнано укріплення. Залишки рову збереглися на схід від села.
Одночасно зі слободою заселялася західна частина села — Міщанка. На цій частині села жили переважно торговці, вони збудували цегельню, повідкривали перші крамниці. У 1742 році був побудований дерев'яний храм Святого Іоанна Богослова (2 грудня 2005 року храм був відкритий повторно).
Південна сторона заселялася значно пізніше. Дно долини (навпроти Міщанки) було заболоченим, і городи людей підходили аж до болота. Тільки в середині XVIII століття почали заселятися за болотом. Та частина села отримала згодом назву Заболотівка. Довгий час там було усього одне подвір'я. За тих часів село належало генералу Д. М. Донець-Захаржевському. Генерал мав понад 20000 десятин угідь, де зараз розміщені села Бугаївка, Чистоводівка, Куньє, Олександрівка, аж до земель Волохового Яру. У 1840 році за наказом поміщика було збудовано кам'яну церкву на честь Охтирської ікони Божої Матері. Існує легенда стосовно будівництва цієї церкви. Дружина поміщика виряджала сина на навчання до Харкова і благословляла його іконою Охтирської Божої Матері. Син не дуже дорожив іконою і загубив її, навіть не пам'ятаючи де. Коли він признався матері, вона розхвилювалася і запропонувала іншу, але син відмовився. По дорозі, у районі села Бригадирівка, серед степу коні чогось понесли воза. На одному з поворотів панич вилетів з воза, кілька разів перекинувся, дістав незначні поранення. Кучер, який намотав віжки на руку, ледь не позбувся її. Коні повернулися додому вночі з самим дишлом і порваною збруєю. Батько послав верхових на розшуки сина та і сам виїхав бричкою. Під ранок таки відшукав сина. Набожна мати прийшла до висновку, що то Бог покарав сина за недбале ставлення до ікони. Кілька днів замолювала гріхи у каплиці, і в неї визріла думка: «Раз Бог покарав сина, але не до смерті та й не дуже покалічився, то в дяку за це треба побудувати храм Божий». Церкву будували два роки, а під нею був проритий підземний хід, який виходив до Трутового Яру, на іншу сторону села. Загинув генерал у Бугаївці в 1872 році від рук підкупленого вбивці. В 1910-1914 церкву розширили.

### Подальша історія села
В XVII–XVIII століттях в селі налічувалося 2500 чоловік. У 1893 році — 211 дворів. В другій половині XIX століття на землях Бугаївки були поміщицькі економії Кандиби, Пасіки, Кондратської, Кузнєцова. На той час з'явилася нова категорія робітників — наймити-строковики, що наймалися на весь строк сіяти, доглядати посіви, збирати врожай. Їм платили по 33-35 карбованців за сезон, який тривав від 25 березня до 1 жовтня для жінок і до 1 листопада для чоловіків. Всі наймити жили у панських казармах. Тривалість робочого дня — весь світловий день. Інші поміщики здавали свої землі в оренду — Бугаївці належало на той час понад 6000 угідь. Були побудовані цегельня (зруйновали у 1918 році), винокурний і селітровий заводи, паровий млин, олійниця (збереглася і діє донині), школа-семирічка, лікарня на 35 ліжок, був театр та тюрма («холодна»). Млин та олійниця належали поміщикові Скрипникові. Млин мав декілька цехів: борошномельний, крупорушний, а також сукновальню. Існували ятки Семікіна, Кобзаря, Носика. До середини 20-х років XX століття село було волосним центром. До складу Бугаївської волості входили села Чистоводівка, Боголюбівка, Олександрівка, Чорнобаївка, Розсохувате, Гороховатка, Голубівка. До революції входила і Федорівка, а потім відкололася до Сенькова. У кожному хуторі був виборний, який мав при собі завжди печатку. Волостю керували старшина і писар. Землі Розсохуватого, Гороховатки, Голубівки поміщик Дмитро Захаржевський здав у банк. До революції у Бугаївці налічувалося 320 поміщицьких сімей та близько 180 селянських дворів.

### Новітня історія села
Становлення радянської влади відбувалося у гострій боротьбі. Серед жителів села були як і прихильники Радянської влади, так і прихильники Директорії УНР. Керівником прихильників самостійності України був Скрипник Гаврило Семенович, торговець.
У 1919 році на селі утворилася парторганізація. 9 січня 1920 року було створено волосний ревком. На початку травня у село увірвалися денікінці. На осиці були повішені комуністи Теницький Василь Мусійович, Ступак Дмитро Данилович і Сердюк Іван Терентійович. Згодом на селі з'явилася банда Калинки. 21 січня було обрано сільську раду, і з 20 чоловік організували загін самооборони від бандитизму. Застосувались заходи для відновлення занять у школі. У театрі, під виглядом вистав, відбувалися збори націоналістично спрямованих селян, але після розгрому Денікіна відверта пропаганда припинилася, а організатор зборів Гаврило Скрипник десь зник. На той час у селі налічувалося 398 дворів. У 1921 році закрилася церква. Приміщення церкви довгий час пустувало — навіть не було зачиненим. Всі надбання священиків зникли. А в 1926 році в переконструйованому приміщенні відкрився сільський клуб. Окрім клубу, у приміщенні знаходилося відділення РАГСу, бібліотека, у підвалі — пекарня, а згодом магазин. 1922 року у селі відкрилася лікувальна амбулаторія. В 1924 побудували новий млин, в 1930 році він був націоналізований, а в 1961 згорів. В 1926-1927 роках була хлібозаготівельна криза, селяни відмовлялися продавати зерно через зниження заготівельних цін. Подолання кризи сталінське керівництво бачило через суцільну колективізацію. У червні 1929 року була створена комуна «Незаможник», до якої входило 86 чоловік. За короткий термін осені цього року було розкуркулено в Бугаївці, на хуторах Розсохувате, Голубівці, Гороховатці, Залізнім Яру 62 сім'ї. Було створено 7 колгоспів.
Голод 1932-1933 років не оминув села. Типовою їжею в ті часи була так звана баланда, яку варили з картопляних лушпайок, мерзлого буряка та забілювали висівками. Кожен колгоспник обов'язково отримував миску такої юшки. Своїх дітей рятували тим, що вивозили на станцію Закомельську в надії, що їх там підберуть залізничники і відвезуть до Харкова десь до притулку. Із доповідної записки Ізюмського районного партійного комітету від 27 травня 1933 року секретарю облнаркому товаришу Шелехесу: «На сьогодні Ізюмському району лишилося ще засіяти 8000 га, а з закінченням посівів одразу переходимо до прополювання. Тут потрібно більше робочих рук, ніж на посівній, але із 118 колгоспників мало хто перебуває не у важкому стані. Нам потрібна термінова допомога…» Всього за даними, що збереглися, померло під час голоду 238 чоловік.
В передвоєнні роки ліквідували неписьменність, було відкрито бібліотеку, пекарню. Коли почалася війна, на фронт із Бугаївки пішло 500 чоловік, 280 загинуло. 11 хлопчиків і дівчат було відправлено до Німеччини на роботи. У 1941-1942 роках на території Бугаївки розміщалися частина 38 армії. Визволення села від окупантів було 4 лютого 1943 року.
В післявоєнні роки всі невеликі колгоспи було об'єднано в один — «Перемога», який у 1962 році перейменовано на «Восток».

#### Типова обрядовість
Навіть за комуністичних часів у селах Ізюмського району зберігалася народна обрядовість. Типовим обрядом були зажинки, або свято першого снопа. В основі обряду, як і колись, лишилася урочистість, оформлення початку жнив, в основі якого лежить народна традиція зажинків. Найпочесніша людина серпом скошувала оберемок колосся, з соломи спліталося перевесло, обкручували сніп і ставили в «червоному куточку» до нового урожаю. Після того, як перший сніп скошувався, рушали комбайни, машини. А ввечері колгоспники святкували день зажинків.

### Село у сучасні часи
У 1982 році побудована нова двоповерхова школа, в якій навчаються діти із сіл Бугаївка, Сухий Яр, Розсохувате, Попасне, Підвисоке і Калинове. Всього 217 учнів. У селі є новий двоповерховий садок, який розрахований на 80 дітей. Сьогодні Бугаївська сільська рада — це майже 10600 га землі. Населені пункти: Бугаївка, Розсохувате, Попасне, Сухий Яр, Чорнобаївка. Окрім Чорнобаївки всі села газифіковані, мають вуличне освітлення. Значних природних водоймищ не має, але є багато ставків. Бугаївка розміщена в степовій зоні, але в балках збереглися острівці лісів, де ростуть дуби, клени, липи, дикі груші та яблуні-дички, береста. На узліссях росте терен, глід, шипшина. З трав поширені шипчак, тонконіг, горицвіт, пирій, подекуди ковила. З тварин водиться заєць, лисиця, вовк, крапчастий ховрах, сліпак, їжак, кріт, ласка, єнот, борсук, вепр, сарна. Із пташиного світу на території села водяться кібці, яструби, шуліки. За ініціативи СК «Восток» у 2000 році був укладений договір оренди землі на 283 га із Сподобівською сільською радою Шевченківського району, та в 2004 році — з Підвисочанською сільською радою Борівського району було приєднано 1575 га земель.
На селі працюють аптека, мед амбулаторія, ветеринарна аптека, відділення зв'язку, ощадна каса, 2 продуктові магазини, 2 господарчі магазини, кафе, міні-пекарня, перукарня, «Салон краси». З 5 жовтня 2008 року на стадіоні села Бугаївка було започатковано футбольний турнір на кубок скрипаля О. С. Суботи

## Населення
Згідно з переписом УРСР 1989 року чисельність наявного населення села становила 1204 особи, з яких 569 чоловіків та 635 жінок.
За переписом населення України 2001 року в селі мешкали 1234 особи.

### Мова
Розподіл населення за рідною мовою за даними перепису 2001 року:
| Мова       | Чисельність | Відсоток |
| ---------- | ----------- | -------- |
| українська | 1180        | 94,78%   |
| російська  | 55          | 4,42%    |
| білоруська | 9           | 0,72%    |
| інші       | 1           | 0,08%    |
| Усього     | 1245        | 100%     |

## Економіка
- Молочно-товарна, птахо-товарна і вівце-товарна ферми, машинно-тракторні майстерні.
- ТОВ «Восток», сільськогосподарський кооператив (голова — Ровчак Андрій Яковлевич — Герой України).
- «Аграрник», СП.

## Об'єкти соціальної сфери
- Навчально-виховний комплекс (Школа і дитячий садок).
- Клуб.
- Лікарня.

## Пам'ятки
- На території села знаходяться об'єкти природно-заповідного фонду: «Бугаївський» та «Круглий».
- Церква Охтирської Ікони Божої Матері

### Відомі люди
- Александров Степан Васильович — український поет, автор поеми «Вовкулака»
- Александров Володимир Степанович — український письменник, лікар, музикант, фольклорист, краєзнавець. Доктор медицини з 1859 року.
- Павленко Андрій Якович — народився 11 березня 1928 року. Під час війни допомагав госпіталю доглядати за пораненими. В 1943 році добровільно служив у винищувальному батальйоні при Савинському РВ НКВС, брав участь у бойових операціях по знешкодженню диверсантів. Полковник у відставці. Брав участь у багатьох інтернаціональних місіях, має ряд державених нагород. Письменник, автор збірки віршів «Зорі для Бугаївки».
- Субота Олексій Сидорович — скрипаль-самородок, народився у 1922 році. Ще навчаючись у місцевій школі, він організував музичний гурток. У 1942 закінчив військове училище і звідти потрапив на фронт. Через тяжкі поранення демобілізувався у 1943 році і працював у школі вчителем. З 1973 року йде працювати до колгоспу «Восток» інструктором зі спорту, згодом, разом з головою сільради Рівчаком А. Я. керують будівництвом стадіону, згодом споруджується і тир. У 2002 році Олексій Сидорович помер.[7]